# Voljela sam oči nevjerne
Voljela sam oči nevjerne (I Loved Unfaithful Eyes) este albumul de studio de debut al cântăreței de origine bosniacă Hanka Paldum. A fost lansat la 13 februarie 1974 de casa de discuri Diskoton.

## Lista pieselor
Conține melodiile folk și de sevdalinka:
1. Sve sam tebi dala
2. Voljela sam oči nevjerne (Zelene oči)
3. Jesen se naša vratiti neće
4. Vrbas
5. Burmu ću tvoju nositi
6. Od kako je Banja Luka postala
7. Ja te pjesmom zovem
8. Pokraj puta rodila jabuka
9. Još te volim
10. Živim za nas dvoje
11. Plakaću danas, plakaću sutra
12. Ne vraćaj se više